# Pseudoseisura lophotes
A Pseudoseisura lophotes a madarak (Aves) osztályának verébalakúak (Passeriformes) rendjébe és a fazekasmadár-félék (Furnariidae) családjába tartozó faj.

## Rendszerezése
A fajt Heinrich Gottlieb Ludwig Reichenbach német botanikus és ornitológus írta le 1853-ban, a Homorus nembe Homorus lophotes néven.

## Alfajai
- Pseudoseisura lophotes argentina Parkes, 1960
- Pseudoseisura lophotes lophotes (Reichenbach, 1853)[2]

## Előfordulása
Dél-Amerika középső és déli részén, Argentína, Bolívia, Brazília, Paraguay és Uruguay területén honos. Természetes élőhelyei a szubtrópusi és trópusi síkvidéki esőerdők, lombhullató erdők és szavannák, valamint városias környezet.

## Megjelenése
Testhossza 24–26 centiméter, testtömege 63–79  gramm.
|  |

## Életmódja
Ízeltlábúakkal táplálkozik.

## Természetvédelmi helyzete
Az elterjedési területe rendkívül nagy, egyedszáma pedig stabil. A Természetvédelmi Világszövetség Vörös listáján nem veszélyeztetett fajként szerepel.

## Külső hivatkozások
- Képek az interneten a fajról
- Xeno-canto.org - elterjedése